# Throscidae
Throscidae jsou čeleď v nadčeledi Elateroidea.
Synonym:
- Trixagidae Gistel, 1856

## Popis
Malí broucí 1–5 mm dlouzí.